# Wacław Kopisto
Wacław Kopisto vel Wacław Jaworski, pseud. Kra (ur. 26 stycznia?/8 lutego 1911 w Józinie, zm. 21 lutego 1993 w Rzeszowie) – kapitan piechoty Wojska Polskiego, cichociemny.

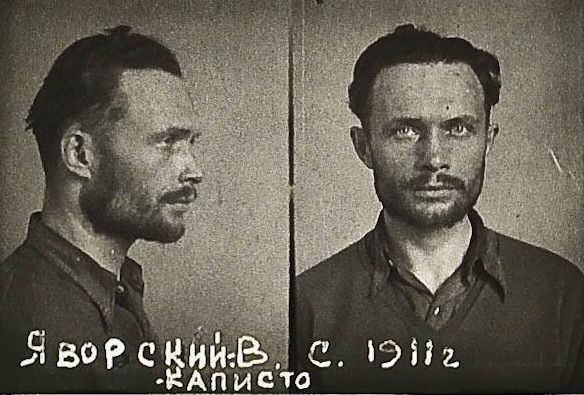
Wacław Kopisto po aresztowaniu przez NKWD, 1944

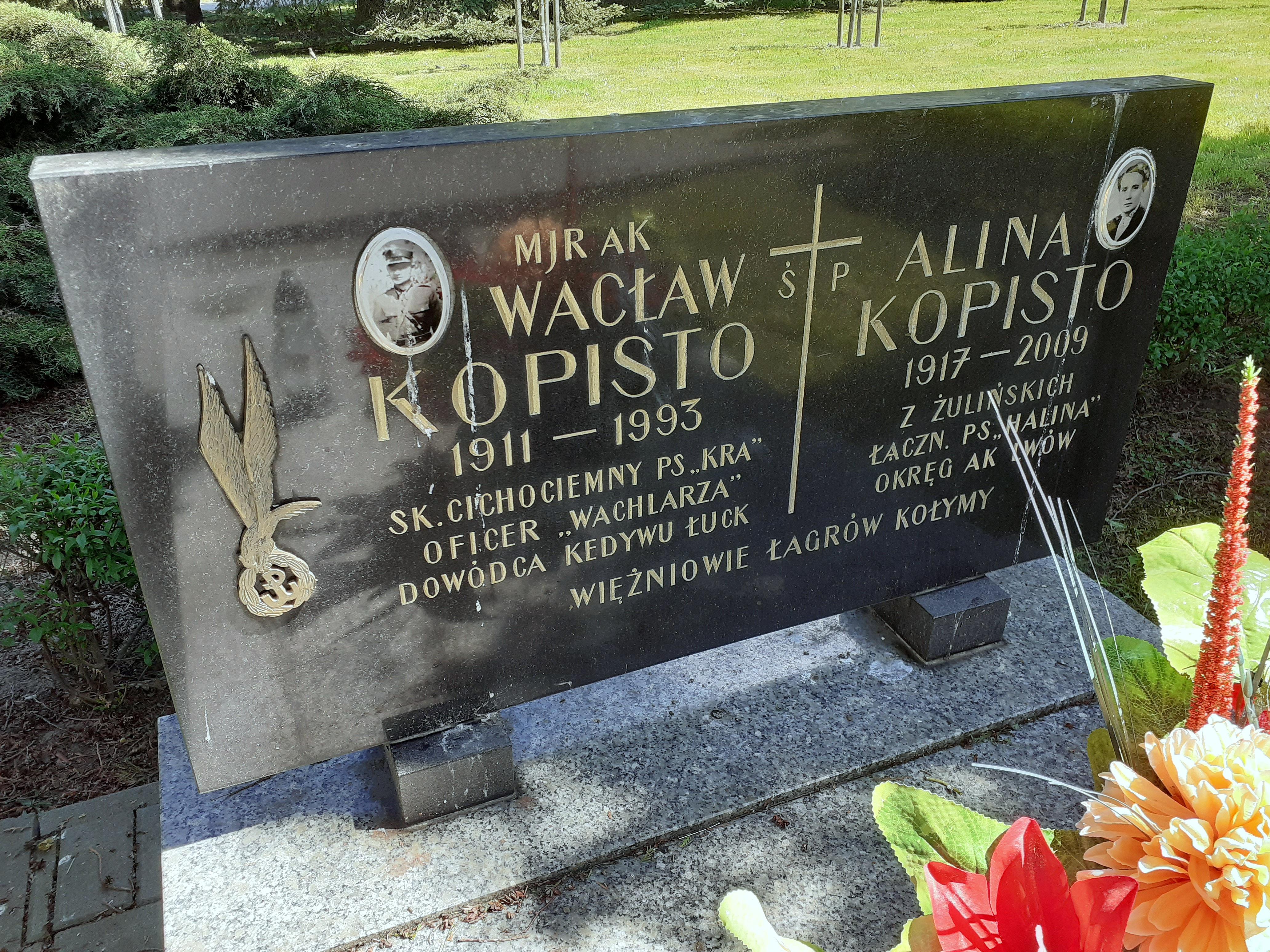
Grobowiec Wacława i Anieli Kopisto

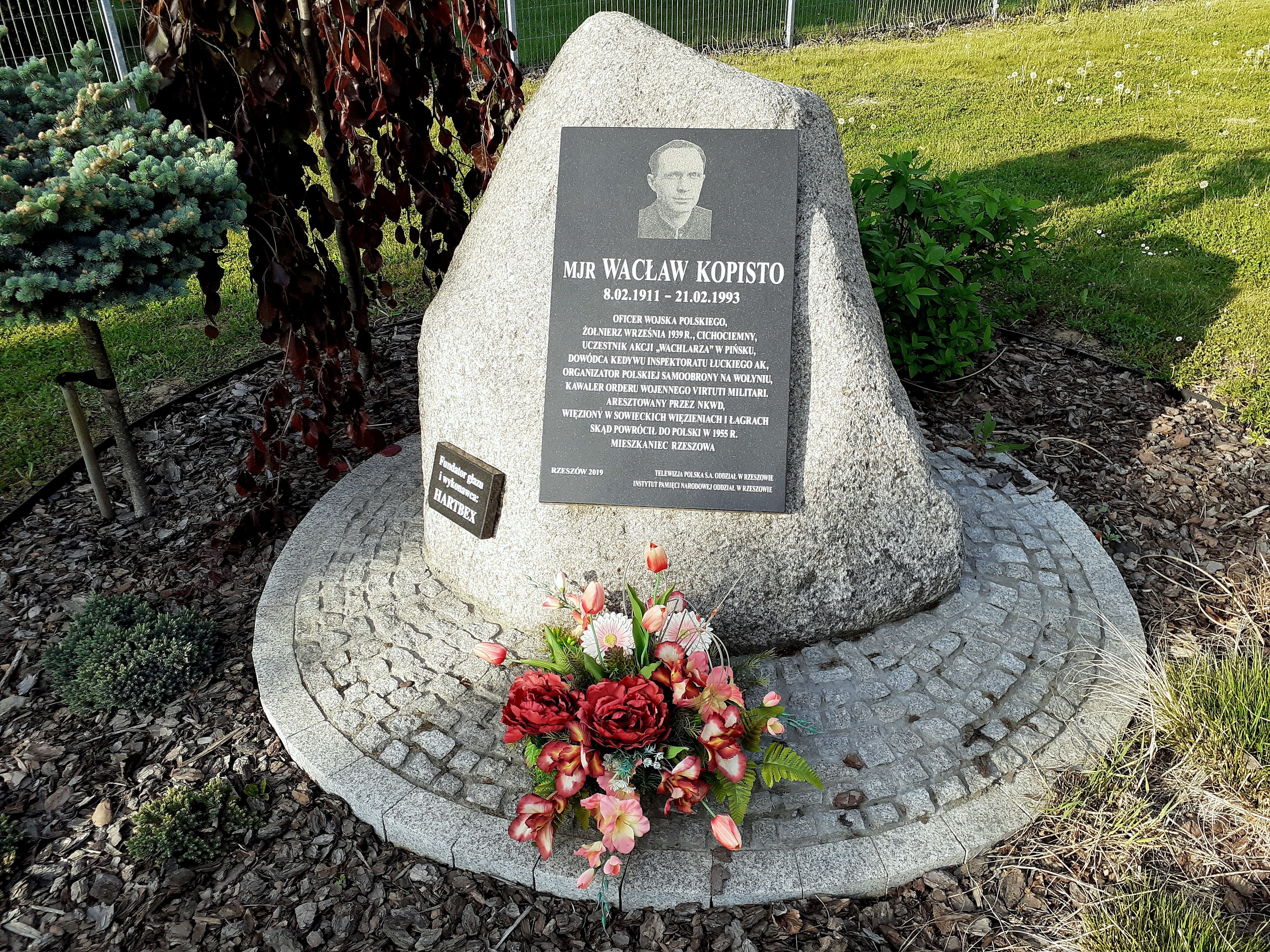
Kamień pamiątkowy honorujący Wacława Kopisto przy ulicy jego imienia obok budynku TVP3 Rzeszów

## Życiorys
Wacław Kopisto urodził się w rodzinie Stanisława Wiktora i Wacławy z domu Orłoś. Był bratem Janusza. Po maturze w roku 1931 studiował w Wyższej Szkole Handlu Zagranicznego, którą ukończył w 1936 roku. W 1935 roku uczył się w Szkole Podchorążych Rezerwy Piechoty w Zambrowie, w 1937 roku rozpoczął pracę w Ordynacji hr. Potockiego w Łańcucie.
W kampanii wrześniowej 1939 roku walczył w 7 kompanii III baonu 154 pułku piechoty. Po agresji ZSRR na Polskę przekroczył wraz z oddziałem 19 września granicę polsko-węgierską i został internowany na Węgrzech. W marcu 1940 roku przedostał się do Francji, gdzie został skierowany do Rezerwowego Obozu Wyszkoleniowego Oficerów (ROWO) w Vichy i Legii Oficerskiej. Po klęsce Francji w czerwcu 1940 roku ewakuował się do Wielkiej Brytanii, gdzie służył w 7 Batalionie Kadrowym Strzelców 3 Brygady Kadrowej Strzelców, przemianowanej 4 października 1941 roku na 1 Samodzielną Brygadę Spadochronową.
Zgłosił się do służby w kraju. Po przeszkoleniu ze specjalnością w dywersji został zaprzysiężony na rotę AK 7 kwietnia 1942 roku i przydzielony do Oddziału VI Sztabu Naczelnego Wodza. Został zrzucony do okupowanej Polski w nocy z 1 na 2 września 1942 roku w operacji lotniczej o kryptonimie Smallpox, dowodzonej przez por. naw. Mariusza Wodzickiego, z samolotu Halifax W-7773 „S” (138 dywizjon RAF) na placówkę odbiorczą „Rogi”,  na terenie nadleśnictwa Łoś – Rogatki, 16 km na północny wschód od Grójca. Razem z nim skoczyli: por. Mieczysław Eckhardt ps. Bocian, ppor. Michał Fijałka ps. Kawa, kpt. Bolesław Kontrym ps. Żmudzin, por. Hieronim Łagoda ps. Lak, por. Leonard Zub-Zdanowicz ps. Ząb. Po aklimatyzacji do realiów okupacyjnych w Warszawie został przydzielony do II Odcinka Wachlarza, jednak przydział ten nie został zrealizowany. Kopisto pozostawał w dyspozycji komendy Wachlarza. 1 stycznia 1943 roku został przydzielony do akcji odbicia żołnierzy Wachlarza z więzienia w Pińsku. Akcja została z powodzeniem zrealizowana 18 stycznia 1943 roku: o godz. 17:00 grupa bojowa dowodzona przez cichociemnego Jana Piwnika „Ponurego” wdarła się samochodem osobowym na dziedziniec więzienia, druga grupa pod dowództwem cichociemnego Jana Rogowskiego „Czarki” wdarła się do więzienia przez płot na tyłach domu mieszkalnego, a trzecia grupa cichociemnego Michała Fijałki „Kawy” sforsowała ogrodzenie, opanowała administrację i zabiła komendanta więzienia. Inni żołnierze AK przecięli druty telefoniczne, zrywając kontakt z Pińskiem. W wyniku akcji uwolniono kpt. Alfreda Paczkowskiego ps. Wania, Piotra Downara ps. Azor i odwieziono ich do Warszawy. Za akcję tę Kopisto otrzymał 3 lutego 1943 roku swój pierwszy Krzyż Walecznych. Od kwietnia 1943 roku walczył jako oficer dywersji Inspektoratu Łuck Okręgu Wołyń AK. Do jego zadań należały m.in.: organizacja i koordynacja samoobrony przed UPA w Antonówce, Spaszczyźnie i Przebrażu, utworzenie patroli dywersyjnych, współpraca w tworzeniu oddziałów partyzanckich „Piotrusia Małego” i „Olgierda” (24 pułk piechoty „Krwawa Łuna”), szkolenia, walki z UPA oraz akcje likwidacyjne i dywersyjne.
W kwietniu 1944 roku został aresztowany przez NKWD; skazany na karę śmierci przez rozstrzelanie. Wyrok zamieniono na 10 lat więzienia, które odbył w więzieniach w Kijowie (Łukianówka), Kaniowie, łagrach Kołymy, Komi i Magadanu (m.in. obozy w Kotłasie, Tajszecie). 3 maja 1953 roku karę zamieniono na przymusowe osiedlenie i podjęcie pracy na terenie Magadanu. Po 11 latach i 8 miesiącach wyruszył do Polski. Podróż trwała od października do grudnia 1955 roku.
Po powrocie do kraju w grudniu 1955 roku osiedlił się w Rzeszowie. Pracował m.in. w Zakładach Przemysłu Mięsnego. 
Wystąpił w filmie dokumentalnym pt. Cichociemni z 1989 roku.
Został pochowany w alei zasłużonych na Cmentarzu Wilkowyja w Rzeszowie. Pośmiertnie został awansowany na stopień majora.

## Awanse
- plutonowy – 1935
- podporucznik – ze starszeństwem z dniem 1 stycznia 1938
- porucznik – 1942
- kapitan
- major – pośmiertnie.

## Ordery i odznaczenia
- Krzyż Srebrny Orderu Virtuti Militari nr 13332[1]
- Krzyż Walecznych – dwukrotnie.
- zwykły Znak Spadochronowy numer 1074